# Grodzonowice
Grodzonowice – wieś sołecka w Polsce, położona w województwie świętokrzyskim, w powiecie kazimierskim, w gminie Skalbmierz.
Były wsią biskupstwa krakowskiego w województwie sandomierskim w ostatniej ćwierci XVI wieku.
W latach 1975–1998 miejscowość administracyjnie należała do województwa kieleckiego.

## Integralne części wsi
| SIMC    | Nazwa     | Rodzaj    |
| ------- | --------- | --------- |
| 1016813 | Krzyżówki | część wsi |
| 1016820 | Majków    | część wsi |

## Historia
W wieku XIX – Grodzonowice, wieś w powiecie pińczowskim gminie Drożejowice, parafii Dzierążnia.
W 1827 r. było tu 23 domów i 140 mieszkańców.
W dokumencie z roku 1360 wieś w powiecie skalbmierskim.
Według Długosza  Grodzonowice należały do biskupstwa krakowskiego (Długosz L.B. t.I s.528). W  1579 roku biskupstwo  daje pobór od 6 osad i 7 łanów.
Według spisu powszechnego z 1921 roku wieś Grodzonowice liczyła 207 mieszkańców i 28 budynków.